# Parèntesis de Macaulay
Els parèntesis de Macaulay són una notació que s'utilitza per descriure la funció rampa:
{\displaystyle \{x\}={\begin{cases}0,&x<0\\x,&x\geq 0.\end{cases}}}
Una altra transcripció comuna utilitza els parèntesis angulats, viz. {\displaystyle \langle x\rangle }. Una altra notació freqüent és {\displaystyle x}+ o {\displaystyle (x)}+ per a la part positiva de {\displaystyle x}, que evita conflictes amb l'ús del símbol {\displaystyle \{...\}} per a la notació de conjunts.
Deuen el seu nom al matemàtic britànic Francis Sowerby Macaulay (1862-1937).

## En enginyeria
La notació de Macaulay s'usa habitualment en anàlisi estadística de moments flectors de les bigues. Això és útil, ja que les forces tallants aplicades en un membre reprodueixen un diagrama de forces tallants i moments flectors discontinu. La notació de Macaulay també proporciona un mètode d'integrar aquestes corbes discontínues per tal d'obtenir moments flectors, deflecció angular entre d'altres. En el context de l'enginyeria, els parèntesis angulars serveixen per denotar l'ús del mètode de Macaulay.
{\displaystyle \{x-a\}^{n}={\begin{cases}0,&x<a\\(x-a)^{n},&x\geq a.\end{cases}}} {\displaystyle (n\geq 0)}
L'exemple superior simplement anuncia que la funció pren el valor {\displaystyle (x-a)^{n}} per tot valor de x més gran que a. Amb això, totes les forces que actuïn en la biga es poden sumar, amb els seus punts d'acció respectius prenent el valor del paràmetre a.
Un cas particular n'és la funció esglaó de Heaviside,
{\displaystyle \langle x-a\rangle ^{0}\equiv \{x-a\}^{0}={\begin{cases}0,&x<a\\1,&x>a.\end{cases}}}